# Museu Histórico Desembargador Edmundo Mercer Júnior
O Museu Histórico Desembargador Edmundo Mercer Júnior é um museu histórico localizado no município de Tibagi, no estado do Paraná. O objetivo do museu é divulgar a história do município e da atividade garimpeira na região, além de contribuir com estudos e pesquisas históricas e documentais.
O museu municipal, também conhecido como Museu do Garimpo, está localizado em um prédio histórico no Centro Histórico da cidade de Tibagi, na região dos Campos Gerais do Paraná.

## História
O museu foi aberto ao público em 21 de março de 1986 e inaugurado oficialmente em 3 de abril de 1987. O primeiro prédio no mesmo local do museu havia sido adquirido pelo município em 5 de março de 1905 para as instalações da prefeitura, da delegacia e da cadeia pública. Essa edificação foi demolida em 1947 para a construção do prédio que iria abrigar o Fórum Municipal. O prédio teve a construção finalizada em 1949 e abrigou o fórum até 1983, sendo cedido pelo estado para abrigar as instalações do museu.
A iniciativa de criar o museu histórico foi uma parceira da prefeitura municipal com a Universidade Estadual de Ponta Grossa, e com a participação da comunidade local. O projeto foi lançado em 18 de março de 1985. A primeira colaboração visava conscientizar a comunidade de sua participação no resgate cultural, por meio de uma gincana, onde cada equipe resgatava objetos e doavam ao acervo. Pela Lei n.° 1104 de 14 de outubro de 1986, o Poder Executivo Municipal denominou o museu municipal como "Museu Histórico Desembargador Edmundo Mercer Júnior", em homenagem ao jurista tibagiano Edmundo Alberto Mercer Júnior, filho de Edmundo Alberto Mercer e de Laurentina de Sá Bittencourt.
Em 2018 o espaço fechou para reforma para reestruturação e acessibilidade do local, substituição total da cobertura, com um investimento com pouco mais de 250 mil de reais. Em setembro de 2020 o museu passou a integrar a Associação de Museus, Acervos e Casas da Memória da Região dos Campos Gerais (AMRCG). Ainda em 2020, em dezembro, foram entregues as obras de reforma do museu.

## Acervo
O museu retrata a história do município e a mineração no rio Tibagi, principalmente o ciclo do diamante na região, com um dos maiores acervos do interior do estado. A coleção apresenta aproximadamente 5 mil peças, expostas em 9 salas. Há salas temáticas como a sala do ciclo da mineração e do garimpo, destacando a exploração de diamantes. É o único museu do Paraná a contar como era o mergulho no escafandro. Outra seção revela a história dos primeiros habitantes locais, os índios caingangues, outros ambientes relatam em seu acervo a presença dos tropeiros e dos pioneiros da cidade, a evolução dos rádios e televisão. O museu também contém um espaço de pesquisa e sala de exposição temporária.